# شیخ یوسف (ادلب)
الشیخ یوسف (به عربی: الشیخ یوسف) یک روستا در سوریه است که در استان ادلب واقع شده‌است. الشیخ یوسف ۲٬۸۳۱ نفر جمعیت دارد.